# Africa Eco Race 2017
Das Africa Eco Race 2017 war die 9. Ausgabe des Africa Eco Race (AER). Die Rallye begann am 1. Januar 2017 in Monaco und endete am 14. Januar 2017 in der Nähe von Dakar am Lac Rose im Senegal.

## Öffentliche Engagements
Im Jahr 2017 wurde eine Partnerschaft mit der World Association of Children’s Friends (AMADE) beschlossen. AMADE ist eine Wohltätigkeitsorganisation, die 1963 von Fürstin Gracia Patricia von Monaco gegründet wurde, um die Entwicklung, Bildung und Gesundheit von Kindern weltweit zu unterstützen. Sie hat beratenden Status unter anderem bei UNICEF und der UNESCO. Im Rahmen der Zusammenarbeit mit AMADE wurde für 2018 geplant, in Burkina Faso hergestellte Solarlampen nach Mauretanien und Senegal zu liefern, die die bis dahin weit verbreiteten Petroleumlampen in Subsahara-Afrika ersetzen sollen.

## Route
Nach den administrativen und technischen Abnahmen ab dem 26. Dezember 2016 startete das AER 2017 am 1. Januar 2017 im Port Hercule in Monaco und führte von dort ins französische Sète, um die Teilnehmer vom dortigen Hafen per Fähre ins marokkanische Nador zu bringen. Am 2. Januar 2017 wurde die Rallye auf über 6500 Kilometer, davon 3812 Wertungskilometer auf dem afrikanischen Kontinent über 5 Etappen in Marokko und der Westsahara, 6 Etappen in Mauretanien und der letzten Etappe im Senegal fortgesetzt.

## Teilnehmer
An der Rallye nahmen insgesamt über 200 Teilnehmer mit 96 Fahrzeugen teil – 59 Autos und LKW sowie 37 Motorräder.

## Etappen
| Etappe  | Datum      | Start            | Ziel             | Etappenlänge (Wertung) | Sieger                        | Sieger                                | Sieger                  |
| Etappe  | Datum      | Start            | Ziel             | Etappenlänge (Wertung) | Motorrad                      | Auto                                  | LKW                     |
| ------- | ---------- | ---------------- | ---------------- | ---------------------- | ----------------------------- | ------------------------------------- | ----------------------- |
| 1       | 2. Januar  | Nador            | Domaine Moulay   | 86                     | Gev Sella (KTM)               | Wladimir Wassiljew (Mini All4 Racing) | Andrei Karginow (Kamaz) |
| 2       | 3. Januar  | Domaine Moulay   | Tagounite        | 370                    | Paolo Ceci (Honda)            | Wladimir Wassiljew (Mini All4 Racing) | Andrei Karginow (Kamaz) |
| 3       | 4. Januar  | Tagounite        | Assa             | 433                    | Gev Sella (KTM)               | Wladimir Wassiljew (Mini All4 Racing) | Andrei Karginow (Kamaz) |
| 4       | 5. Januar  | Assa             | Remz el Quebir   | 409                    | Gev Sella (KTM)               | Thierry Magnaldi (4x2 Buggy)          | Andrei Karginow (Kamaz) |
| 5       | 6. Januar  | Remz el Quebir   | Ad-Dakhla        | 457                    | Dmitri Agoschkow (KTM)        | Thierry Magnaldi (4x2 Buggy)          | Andrei Karginow (Kamaz) |
|         |            |                  |                  |                        |                               |                                       |                         |
| Ruhetag | 7. Januar  | Zwischenergebnis | Zwischenergebnis | 1755                   |                               |                                       |                         |
|         |            |                  |                  |                        |                               |                                       |                         |
| 6       | 8. Januar  | Ad-Dakhla        | Twilit           | 173                    | Paolo Ceci (Honda)            | Mathieu Serradori (SRT Buggy)         | Andrei Karginow (Kamaz) |
| 7       | 9. Januar  | Twilit           | Twilit           | 414                    | Pål Anders Ullevålseter (KTM) | Wladimir Wassiljew (Mini All4 Racing) | Jaroslav Valtr (Tatra)  |
| 8       | 10. Januar | Twilit           | Azougui          | 425                    | Pål Anders Ullevålseter (KTM) | Patrick Sireyjol (LCR 30 Buggy)       | Andrei Karginow (Kamaz) |
| 9       | 11. Januar | Azougui          | Akjoujt          | 391                    | Gev Sella (KTM)               | François-Xavier Beguin (LCR 30 Buggy) | Jaroslav Valtr (Tatra)  |
| 10      | 12. Januar | Akjoujt          | Akjoujt          | 424                    | Gev Sella (KTM)               | Jean Antoine Sabatier (Bugga One)     | Tomáš Tomeček (Tatra)   |
| 11      | 13. Januar | Akjoujt          | Saint-Louis      | 208                    | Paolo Ceci (Honda)            | Mathieu Serradori (SRT Buggy)         | Andrei Karginow (Kamaz) |
| 12      | 14. Januar | Saint-Louis      | Dakar            | 22                     | Pål Anders Ullevålseter (KTM) | Guillaume Gomez (Optimus MD Buggy)    | Andrei Karginow (Kamaz) |
|         |            |                  |                  |                        |                               |                                       |                         |
| Ziel    | 14. Januar | Gesamtergebnis   | Gesamtergebnis   | 3812                   | Gev Sella (KTM)               | Wladimir Wassiljew (Mini All4 Racing) | Andrei Karginow (Kamaz) |